# Université de Beir Zeit
L'université de Beir Zeit (en arabe : جامعة بيرزيت) est une université palestinienne fondée en 1924 par Nabiha Nassir comme école primaire pour les filles du village de Beir Zeit et des villages voisins (gouvernorat de Ramallah).

## Historique
L'école est transformée en école secondaire mixte en 1930. En 1932, elle est rebaptisée « École supérieure de Beir Zeit » puis « Faculté de Beir Zeit » en 1942 alors qu'elle n'était encore qu'une école secondaire.
En 1953, sous la direction de Moussa Nassir, une classe de première année d'enseignement supérieur est ouverte puis une deuxième année en 1961.
En avril 1976, l'université est admise au sein de l'association arabe des universités, puis au sein de l'association internationale des universités, en 1977. La France a financé la construction de l'université à hauteur de deux millions de francs.
En 1985, les forces israéliennes décident de s'occuper de l'université. Elles prennent alors en main les admissions et l’embauche du personnel. L'université a fermé ses portes pendant la première Intifada en 1987 puis les a rouvertes quand les émeutes se sont calmées.
Son président actuel est le professeur Talal Shahwan (2023).

## Facultés
Elle comporte aujourd'hui plusieurs facultés :
- Faculté d'histoire arabo-islamique
- Faculté des études de l'arabe contemporain
- Faculté de l'éducation
- Faculté de sociologie
- Faculté de droit
- Faculté d'économie

## Personnalités liées l'université

### Professeurs
- Ahmad Majdalani, professeur de philosophie, ministre du Travail de l'Autorité palestinienne, après avoir été ministre sans portefeuille.

### Étudiants
- Ola Abu Alghaib, militante palestinienne pour les droits des personnes handicapées au Moyen-Orient.
- Céline Galipeau, journaliste canadienne.